# V8 (televisiezender)
V8 was een Nederlandse televisiezender die van 1 mei 2001 tot 20 september 2003 op de Nederlandse televisie te zien was.
In 2001 werd de zender Fox van News Corporation overgenomen door SBS Broadcasting en uiteindelijk werd de zender hernoemd naar V8. Het aanvankelijke plan was om Veronica, na het vertrek uit de Holland Media Groep, op de zender te laten uitzenden. Het idee achter de naam V8 was dat dit visueel een verbastering zou zijn van de letters VOO (de twee OO's gekanteld vormen een 8). De gesprekken tussen SBS en Veronica liepen initieel echter stuk en de zender werd V8.
Veronica startte in 2002 een nieuwe televisiezender, deze was echter weinig succesvol, binnen een jaar werd deze weer opgeheven. In 2003 voerde Veronica eerst nog gesprekken met BNN om mogelijk terug te keren als publieke omroep. Dit zou betekenen dat de naam Veronica op televisie zou verdwijnen. Uiteindelijk werden de gesprekken met SBS hervat en slaagden ditmaal. Sinds 20 september 2003 zendt Veronica uit op het kanaal van V8.
De zender richtte zich voornamelijk op de leeftijdsgroep 15 tot 25 jaar. De programmering van V8 bestond voornamelijk uit buitenlandse films en series, zoals The A-Team, Married... with Children, Dark Angel en Knight Rider. Daarnaast zond de zender ook enkele Nederlandse producties uit, zoals Fear Factor, Een rug te ver, Six in the Sun en BUSeta's. Bekende gezichten van V8 waren Fabienne de Vries en Eddy Zoëy.